# Hydriomena trifasciata
Hydriomena trifasciata är en fjärilsart som beskrevs av Moritz Balthasar Borkhausen 1794. Hydriomena trifasciata ingår i släktet Hydriomena och familjen mätare. Inga underarter finns listade i Catalogue of Life.